# まなび野 (宮崎市)
まなび野（まなびの）とは、宮崎県宮崎市内の地名。本郷地域自治区に属している。郵便番号は880-0929。2023年現在、希望ケ丘1丁目-4丁目が設置されるが、住居表示実施地域ではない。

## 地理
宮崎市の中南部、本郷地域自治区のうち、清武川左岸の台地部分にあるニュータウン「まなび野」からなる。北方を・本郷北方・本郷南方、東方を希望ケ丘 (宮崎市)、南西方を郡司分と接する。

## 歴史
- 1943年 - 旧赤江町編入に伴い、宮崎市大字郡司分・本郷南方・本郷北方が成立。
- 2003年 - 郡司分・本郷南方・本郷北方の一部をもってまなび野が成立。

## 世帯数と人口
2023年（令和5年）7月1日現在の世帯数と人口は以下の通りである。
| 町丁          | 世帯数  | 人口  |
| ------------- | ------- | ----- |
| まなび野1丁目 | 244世帯 | 688人 |
| まなび野2丁目 | 400世帯 | 977人 |
| まなび野3丁目 | 82世帯  | 179人 |

## 小・中学校の学区
市立小・中学校に通う場合、学区は以下の通りとなる。
| 町名     | 小学校             | 中学校             |
| -------- | ------------------ | ------------------ |
| まなび野 | 宮崎市立本郷小学校 | 宮崎市立本郷中学校 |

## 交通

### バス
宮交グループの運営するバスが営業している。

### 道路
- 宮崎県道375号学園木花台本郷北方線

## 施設
- 宮崎県立看護大学
- ナガノヤまなび野店